# Hrabstwo Arkansas

Piramida wieku hrabstwa

Hrabstwo Arkansas - hrabstwo w USA, w stanie Arkansas. Według danych z 2000 roku, hrabstwo zamieszkiwało 20749 osób.

## Miejscowości
- Almyra
- De Witt
- Gillett
- St. Charles
- Stuttgart